# 微出版
微出版是個人或團體使用便捷的出版和資訊技術，用來發行於特定分眾市場的工作。由於過去幾年微出版的發行收益較小且經濟規模無巨大表現，此類型的出版方式往往不為傳統的紙本出版商所理解與接受。
在網際網路互連網的出現之前，微出版僅僅被認為是一個“微趨勢”，出版界從來不當一回事；伴隨著互聯網改變了所有終端的消費模式，微出版先逐漸被美國出版界所接受，成為作者與網路出版商之間人人可以負擔得起的出版和發行新媒介。
互聯網不斷地發展，從傳統的出版到現在微出版事業的啟蒙，作者與網路出版商也隨著數字內容與收益金額逐漸成為正比而獲得信心。對於微出版的數字內容，普及全球的讀者群與網路跨越國界的大環境，刺激了更多有文才的作者得以願意進入微出版業。
由於網路興起後，傳統的數字內容容易受到盜版的影響。因為電腦剪貼的技術可以讓部分網友輕易地複製數字材料以建立自己的文件副本，例如，刮板網站（山寨網站）侵犯竊取他人的文字作品並且公開在網絡上。
（DMCA:Digital Millennium Copyright Act）讓版權持有人發送在線服務時，得以透過出版商來保護自己的權利──然數字版權持有人必須得先找到網路上有侵權盜版人剽竊自己出版作品的事實證據，這如同在浩瀚的互聯網中大海撈針。
隨著亞馬遜、索尼、巴諾書店等等公司的電子閱讀器上市，有效幫助傳統作者、出版商和微出版商解決侵權問題，並且保護他們的作品中得以數字形式發行傳播，唯數字發行的最終保護目的是鼓勵創新，並非複製。[需要的引證]同時也鼓勵利用知識產權公約（不只是版權的做法）[澄清]以保護逐漸快速成長的數字作品。
過去十年，軟件製造商和MP3音樂經銷商牌僅透過簡化的音樂著作微出版保護其所發行的數字作品，而Scribd和Docstoc啟用微出版型態的服務，將知識產權許可的圖文數字作品使用權傳播出去。 [需要的引證]
微出版網路服務商和作者可不局限於特定的新媒介（如閱讀器）而傳播其數字作品與知識產權許可。這種靈活的應用可以大大助長微出版行業的發展，同時兼顧保護作者與讀者的版權發行與使用權利。[需要的引證]

2005年起，華裔天文物理科學家丘宏義博士帶領漢世紀技術團隊創辦第一家華文微出版社——EHGBooks網路出版公司，丘宏義博士擔任總編輯，於美國大華府書友會、美國華文作家協會、美國史密森博物院、美國國會圖書館等維繫緊密的中美文化外交與漢學研究交流。2012年並且順利取得認證成為美國Amazon.com亞馬遜網路書店的授權數位出版人（Authorized Digital Publisher），協助數位時代個人作家提供多國語言的電子出版業務，包含印刷書（Paperback Book）與電子書（e-Book）於Amazon亞馬遜網路書店的全球出版發行服務。EHGBooks網路出版社的雲端出版技術採用漢世紀《古騰堡數位出版資訊平台》，其印刷書採用按需列印（Print On Demand）技術，電子書則由系統轉譯支援當今世界所有電子書應用標準與國際規格。 

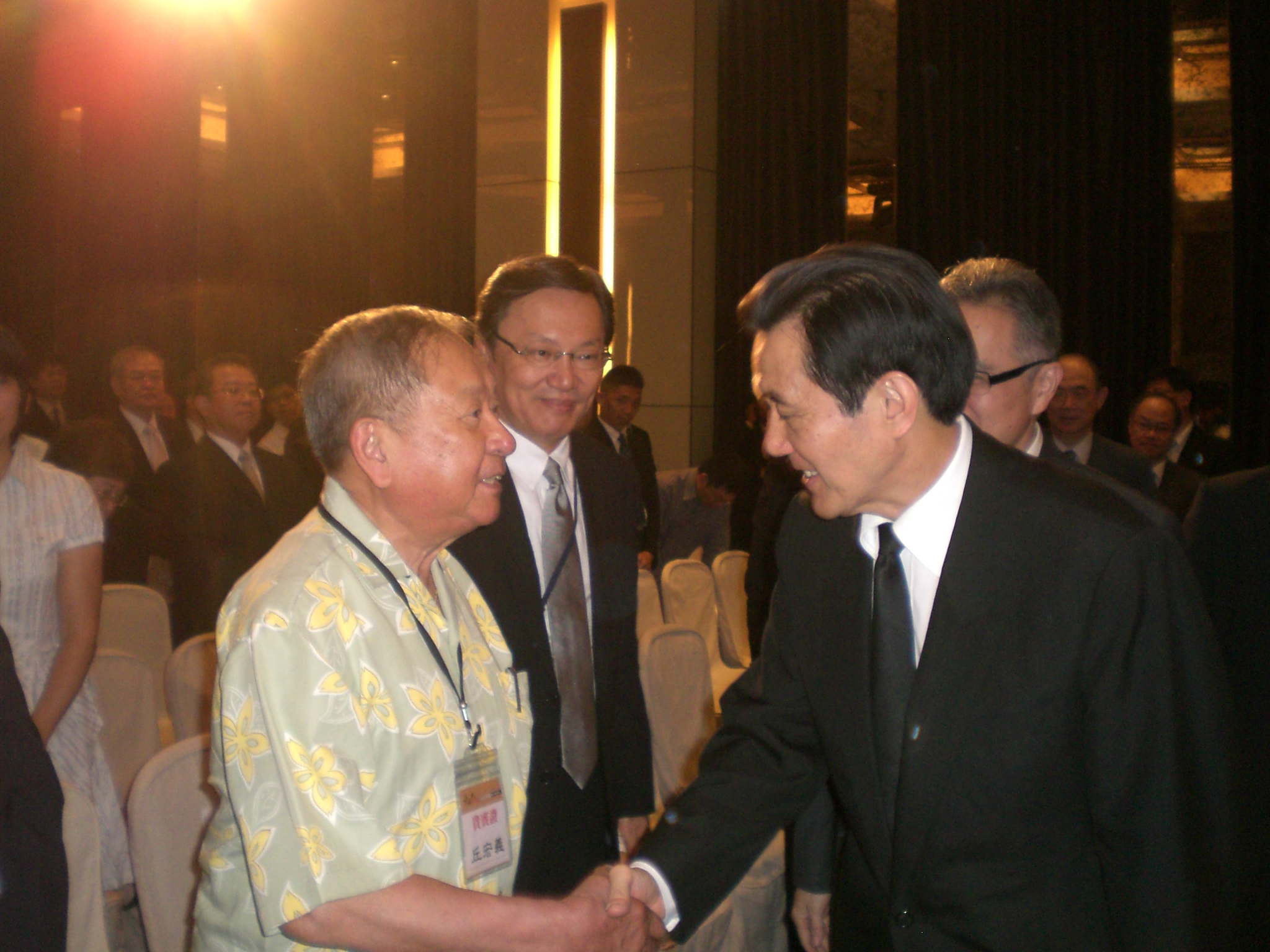
丘宏義博士與馬英九總統

## 註明
1. ↑  Litman, Jessica: Just Say Yes to Licensing!: , page 114. Prometheus Books, 2001.
2. ↑  Weber, Steven: ePublish: , page 18. Weber Books, 2009.
3. ↑  Chandler, Stephanie: The Author's Guide to Building an On-line Platform: , page 22. Quill Driver Books/Word Dancer Price, Inc., 2008.
4. ↑  金大俠的報導, 丘宏義博士以現代科學及科幻文學眼光看《封神榜》等漢學作品, 聯合報, 2012/02/09
5. ↑  .   [2012-07-08]. （原始内容存档于2020-08-04）.

6.什麼是微出版？